# Adonxs
Адам Павловчин (словац. Adam Pavlovčin, род. 13 сентября 1995, Миява, Тренчинский край), более известный под псевдонимом ADONXS — словацкий певец, сонграйтер, модель и танцор. Представитель Чехии на конкурсе Евровидение-2025 в Базеле с песней «Kiss Kiss Goodbye».

## Биография
Родился Адам Павловчин в Мияве и вырос в Сенице, ADONXS проявил интерес к танцам и пению в раннем возрасте, вдохновленный своей старшей сестрой. Следуя по ее стопам, он присоединился к младшей танцевальной группе, брал уроки пения и начал учиться игре на фортепиано. Однако в подростковом возрасте он испытал значительное изменение голоса, связанное с половым созреванием, из-за чего он потерял свой вокальный диапазон, его голос упал с тенора до баса-профондо, самого низкого баса. В результате он бросил петь.
Вместо этого он сосредоточился на танцах, выступал с профессиональными танцевальными коллективами и выиграл чемпионат Словакии по уличным танцам IDO пять раз как в юниорской, так и во взрослой категории. Когда ему было пятнадцать, он уехал от семьи в Братиславу, чтобы поступить в билингвальную среднюю школу CS Lewis и брал уроки актерского мастерства в академии, расположенной в театре New Scene. В 16 лет он подписал контракт с модельным агентством.
Впоследствии он заново открыл для себя пение и переехал в Прагу, чтобы пройти классическое обучение у известной оперной певицы Ханы Пецковой, которую он считает заслугой в расширении своего басового вокального диапазона до тенора, когда он был еще подростком. Он зарабатывал на жизнь как свободный художник в Праге в течение года, прежде чем переехал в Лондон, чтобы продолжить карьеру в музыке.
Он получил степень бакалавра по написанию песен и творческому музыкальному искусству в Британском и Ирландском институте современной музыки в Лондоне в Великобритании, окончив его с отличием.
Пытаясь оплатить обучение и проживание во время учёбы, он брался за разные работы, в том числе работал официантом в гей-баре, чтобы свести концы с концами. В интервью Cosmopolitan он сказал: «Часто я заканчивал свою ночную смену в баре в 3 часа ночи и начинал урок пения в 9 утра» ADONXS, который признался родителям в своей гомосексуальности через две недели после того, как «безумно влюбился» в 18-летнего парня, описал свои студенческие годы в Лондоне как время «полного освобождения» и «самопознания», что оказало глубокое влияние на его сочинение песен, развитие его стиля и сценического образа.
В 18 лет ADONXS написал свою первую песню «Speechless Boy» и выпустил малобюджетный видеоклип, который послужил его публичным каминг-аутом.

## Карьера

### Музыка

#### 2015—2020: Солист группы Pace
Еще в старших классах школы ADONXS сформировал «жанровую» музыкальную группу PACE со своим одноклассником, ныне композитором музыки для фильмов Адрианом Чермаком. После переезда в Лондон к дуэту присоединились еще два музыканта: гитарист из Монако и барабанщик из Греции.
В начале 2018 года мультикультурная формация выпустила свой дебютный EP под названием Keeper, альтернативную, преимущественно барочную поп-пластинку, включающую элементы симфонического оркестра, в то время как ее лирика говорит об ADONXS как о «человеке, запертом в своих желаниях и видениях». Год спустя PACE выпустили сингл «Hunt Me Down», за которым в 2020 году последовал «Fallen». Они продолжили играть на лондонских площадках, британских фестивалях, парадах гордости и были разогревающей группой для британской певицы Грейс Картер, прежде чем их оставшиеся запланированные выступления были отменены из-за пандемии COVID-19.
После ограничений на концертные площадки в Великобритании, связанных с пандемией, ADONXS вернулся в Прагу, Чехия, чтобы начать сольную карьеру в 2021 году.

### 2021: ПобедительSuperStar
В 2021 году АDONXS стал известен в своей родной стране и Чехии после победы в SuperStar , седьмом сезоне совместной чешско-словацкой версии Idols . Продюсеры предложили ему поучаствовать в шоу, хотя он несколько раз отказывался от этого приглашения в прошлом, ADONXS вызвал споры своими выступлениями в гендерно-неконформных нарядах (включая полупрозрачное платье), на что он ответил: «У одежды нет пола». Он стал первым открытым квир- победителем совместного конкурса вокалистов и назвал свою победу «огромным шагом вперед» для чешского и словацкого общества. В интервью журналу ELLE, в котором он отметил свою популярность как квир-артиста в консервативном обществе, ADONXS размышлял о влиянии своего успеха: «Я считаю, что моя победа помогла проложить путь другим квир-артистам, актерам и политикам, чтобы они могли открыто заявить о своей ориентации и не бояться быть собой».

### 2022-настоящее время: Сольная карьера
После победы он подписал контракт с Warner и начал писать и записывать свой дебютный альбом в Lavagance Studios с продюсерами Оливером Филнером, Мареком Раковицким и Томом Лоббом. В январе он был номинирован на премию Ruka Hore Awards 2021 в категории «Лучший новый артист», несмотря на то, что официально еще не выпустил ни одного сольного материала. В Словакии Forbes удостоил его чести попасть в список Forbes 30 Under 30.
В декабре 2024 года Чешское телевидение объявило, что оно выбрало Adonxs для представления Чехии на конкурсе песни Евровидение 2025, который пройдет в Базеле, Швейцария.

### Танцы, моделирование, актерское мастерство
Помимо своей музыкальной карьеры, АDONXS — профессиональный танцор, специализирующийся на уличных танцах, лирическом джазе, латиноамериканских танцах. Он является пятикратным чемпионом Словакии в уличных танцевальных дисциплинах IDO , как среди детей, так и среди взрослых. Он был членом компании RDS, выступал с такими артистами, как Робби Уильямс , Николь Шерзингер и Леона Льюис, и обучался у известных хореографов, включая Кеоне Мадрида Камилло Лауричеллу и Яна Иствуда.
Adonxs начал профессионально заниматься модельным бизнесом в возрасте 16 лет. В качестве модели на подиуме он участвовал в показах Alexander McQueen в Милане, а также на Неделе моды в Лондоне и участвовал в кампаниях модельеров, которые отвергают гендерные стереотипы мужественности и женственности . Он привлек внимание общественности своей поддержкой вторичной переработки и устойчивого развития. В 2022 году он стал лицом Adidas Originals в Чехии. В августе 2022 года Adonxs провел финал Elite Model Look World Final 2022 года.
В ноябре 2022 года он занял второе место в словацком издании Tu Cara Me Suena.

## Активизм
Adonxs является лицом отмеченной наградами рекламной кампании Every Love Is Love, в которой представлены сцены, в которых он целует мужчину, прежде чем повернуться к камере, перефразируя 1 Коринфянам 13:4-7, библейский текст о любви, часто читаемый во время свадебных церемоний. Конституция Словацкой Республики запрещает однополые браки и гражданские союзы. «Если бы я увидел такую рекламу в Словакии, будучи маленьким мальчиком, я уверен, что она оказала бы очень положительное влияние на мое взросление». Выступая в конце 2021 года, Adonxs сказал, что никогда не считал себя активистом, но «мои действия сделали меня таковым».
В дополнение к кампании Adonxs призвал к официальному изменению определения слова «любовь» (láska) в словарном словаре, чтобы сделать его включающим все сексуальные и гендерные идентичности. Текущее издание словаря определяет любовь как «привязанность человека одного пола к человеку другого пола». Для сравнения, словарь английского языка Merriam-Webster определяет любовь (существительное) как «чувство сильной или постоянной привязанности к человеку». Инициатива дала результат, поскольку лингвисты, которые являются авторами словаря, согласились на изменение определения.
В марте 2022 года он принял участие в «Художниках для Украины», инициативе по сбору средств для НПО, которые предоставляют гуманитарную помощь и убежище беженцам, спасающимся от российского вторжения в Украину, соседнюю с его родной Словакией страну.
Adonxs выступил на парадах гордости в Брайтоне, Братиславе и Праге. 14 октября Adonxs выступили на марше протеста в память о двух квир-жертвах террористического акта 2022 года возле ЛГБТ-бара в Братиславе, Словакия, совершенного «радикально настроенным» подростком с анти-ЛГБТ и антисемитскими убеждениями. Обращаясь к толпе, Adonxs призвал общественность «сеять любовь, сочувствие и смирение».
В начале 2023 года Адонкс был отмечен за свою ЛГБТ активность премией Cena Inakosti Award.

## Личная жизнь
Его сестра Радка — актриса и певица из Праги, Чехия. Его мать — признанная критиками художница Моника Сабо, а его отчим, капитан Мариан Сабо, — фельдшер. Он отчужден от своего биологического отца.
Adonxs — поклонник группы RuPaul’s Drag Race.
Он живет в Праге и является одним из первых открытых квиров-исполнителей Чехии.

## Результаты танцев

### Чемпионат Словакии
| Сезон | Возрастное разделение | Дисциплина уличных танцев IDO | Место |
| ----- | --------------------- | ----------------------------- | ----- |
| 2005  | С                     | Танцевальная формация Диско   | 2     |
| 2006  | С                     | Диско Танец соло мужчина      | 3     |
| 2006  | С                     | Танцевальная формация Диско   | 2     |
| 2007  | Дж.                   | Танцевальная формация Диско   | 1     |
| 2007  | Дж.                   | Танцевальная формация Диско   | 1     |
| 2009  | Дж.                   | Диско танцевальный дуэт       | 2     |
| 2009  | А1                    | Группа диско-танцев           | 1     |
| 2010  | А1                    | Группа диско-танцев           | 1     |
| 2010  | А1                    | Танцевальная формация Диско   | 1     |
| 2010  | А1                    | Группа уличных танцев         | 2     |